# Tablice iguwińskie

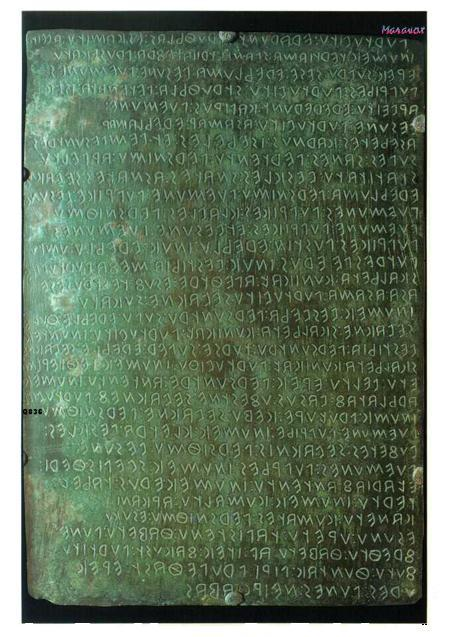

Tablice iguwińskie (Tabulae Iguvinae) – siedem tablic z brązu, powstałych w latach 300–70 p.n.e., które zostały znalezione w 1444 roku w ruinach świątyni Jowisza na terenach starożytnego italskiego miasta Iguvium (obecnie Gubbio).
Odnoszą się one do boga Jowisza (Jupitera Graboviusa) i jego kapłanów. Pokryte są inskrypcjami w wymarłym języku umbryjskim. Są głównym źródłem wiedzy o tym języku oraz o kultach italskich.
Przykład jednej z inskrypcji, w której mieszkańcy Iguvium proszą o wybaczenie przez Jowisza wszelkich uchybień i zaniedbań w oddawaniu mu czci:
Dei Grabouie
orer ose persei ocre fisie pir
orto est
toteme Iouine arsmor dersecor
subator sent
pusei neip heritu.
Dei Grabouie
persei tuer perscler uaseto est
pesetomest peretomest
frosetomest daetomest
tuer perscler uirseto auirseto
uas est. . .